# 珠玑巷
珠玑巷，原名敬宗巷，位于中国广东省南雄市北9公里，自唐朝丞相张九龄开凿梅关驿道之后，成为梅关驿道上的一个商业重镇。
它是古代中原地区的人民经商或躲避战乱迁徙岭南地区的中转站，根据谱牒记载，现在分布在于珠江三角洲地区的大多数广府人都是原珠玑巷居民的后裔。如今，珠玑巷后裔已分布于世界各地。因此，珠玑巷成为了广府民系的民系认同物。
珠玑巷因有族人張昌七世同居，家庭和睦，受唐敬宗赏赐一珠玑宝贝，有说因避讳而将敬宗巷改称珠玑巷。另一说则是宋代开封祥符官员为避金人或蒙古帝國南逃至敬宗巷，因为怀念故里，而开封有一条巷子叫珠玑巷，因此便将敬宗巷改名为珠玑巷。
珠玑巷长约1500米，4米宽，鹅卵石铺砌而成，南北走向，两旁为古屋和祠堂。巷内目前还有1400多居民（20多姓氏320多户人家）。
珠玑巷在历史上是广府先裔的栖息地，但现在的珠玑巷人已改说客家话，属于客家民系。

## 傳說
甘肃、青海一带广泛流传祖先迁徙自南京珠玑巷的传说。